# パリメトロ3号線
3号線（3ごうせん、フランス語: Ligne 3）は、パリ交通公団（RATP）の運営するフランスの首都パリを含むイル＝ド＝フランス地域圏のメトロ（地下鉄）路線の一つ。パリ近郊北西部ルヴァロワ-ペールのポン・ド・ルヴァロワ＝ベコン駅と、パリ市内東部のガリエニ駅までを東西に結ぶ。1904年に開業。

## 概要
パリ北西部郊外のポン・ド・ルヴァロワ＝ベコン駅から、パリ中心部の北よりを東西に横断し、サン＝ラザール駅、オペラ、レピュブリック広場などを経由して東部のガリエニ駅に至る。
1904年に開業し、その後東西ともパリ市外まで延長された。番号は3号線だが、開業順では1号線、6号線（開業時は2号南線）、2号線（2号北線）に次ぎ4番目である。3bis線は元は3号線の一部だったが、3号線が東へ延長された際に本線と分離され独立した路線となった。
3号線北西端のポン・ド・ルヴァロワ＝ベコン駅はパリの北西に隣接するオー＝ド＝セーヌ県ルヴァロワ-ペール市のセーヌ川近くにある。ここから南東に進み、ポルト・ド・シャンペレでパリ市に入る。サン・ラザール駅からレピュブリック広場までは1号線のほぼ1km北を平行して走っている。ペール・ラシューズからガンベタにかけては約40パーミルの登り坂となる。ポルト・ド・バニョレでパリ市から出、次のセーヌ＝サン＝ドニ県バニョレ市のガリエニ駅が終点となる。

パリメトロ3号線の路線図

全線が地下線であり、地上区間はない。

## 歴史

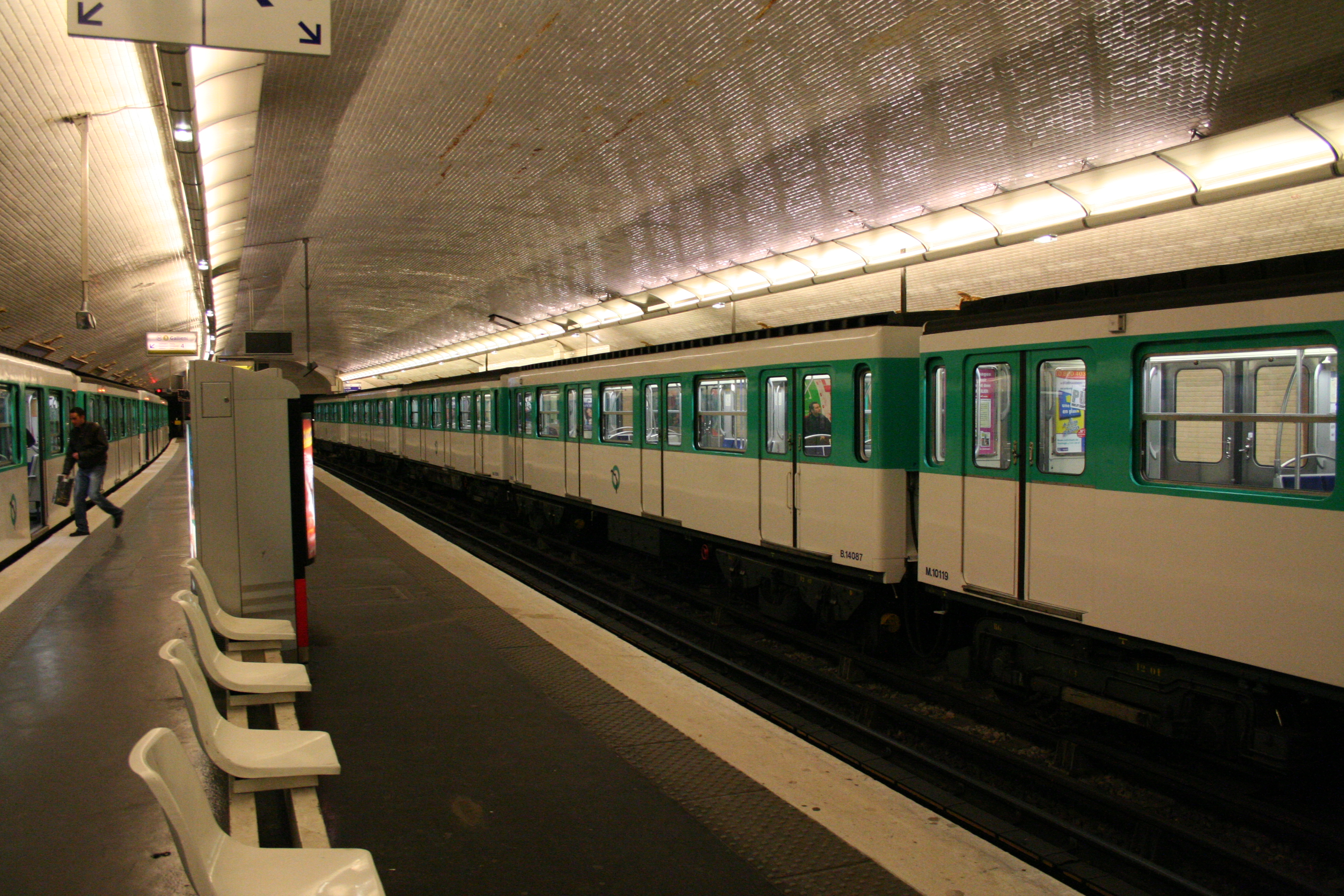
ポン・ド・ルヴァロワ＝ベコン駅 ホーム

1898年のメトロ整備計画では、3号線（C線）はパリ西部のポルト・マイヨーから東部のメニルモンタンに至る路線とされ、エトワール〜ヴィリエ間は2号線と線路を共有することになっていた。その後ポルト・マイヨー〜エトワール間が1号線に変更されたことに伴い、3号線はヴィリエ以東と改められた。
こうして1904年にヴィリエ-ペール・ラシューズ間が開業し、翌年には東のガンベタまで延長された。さらに1910年代から20年代には東西へ延長され、それぞれ市境のポルト・デ・リラ、ポルト・ド・シャンペレにまで達した。西側では1937年に郊外のポン・ド・ルヴァロワまで延長された。東側では、1971年にガンベタ-ガリエニ間が開業し、それまで3号線の一部だったガンベタ-ポルト・デ・リラ間が3bis線として分離された。この際、ガンベタ駅の東にあったマルタン・ナドー駅はガンベタ駅と統合された。元々のガンベタ駅を3bis線のホームとし、マルタン・ナドー駅とガンベタ駅3bis線ホームを結ぶ区間に新たにホームが作られて3号線のホームとなった。旧マルタン・ナドー駅のホームは通路として、従来からあったマルタン・ナドー駅の出入り口まで徒歩で連絡できるように残された。

### 年表
- 1904年10月10日 -ヴィリエ〜ペール・ラシューズ間開業。
- 1905年1月25日 - ペール・ラシューズ〜ガンベタ間延伸開業。
- 1910年5月23日 - ペレール〜ヴィリエ間延伸開業。
- 1911年2月15日 - ポルト・ド・シャンペレ〜ペレール間延伸開業。
- 1921年11月27日 - ガンベタ〜ポルト・デ・リラ間延伸開業（現3bis線）。
- 1937年9月24日 - ポン・ド・ルヴァロワ＝ベコン〜ポルト・ド・シャンペレ間延伸開業。
- 1971年3月23日 - ガンベタ〜ポルト・デ・リラ間を3bis線として分離。
- 1971年4月1日 - ガンベタ〜ガリエニ間開業。

## 車両

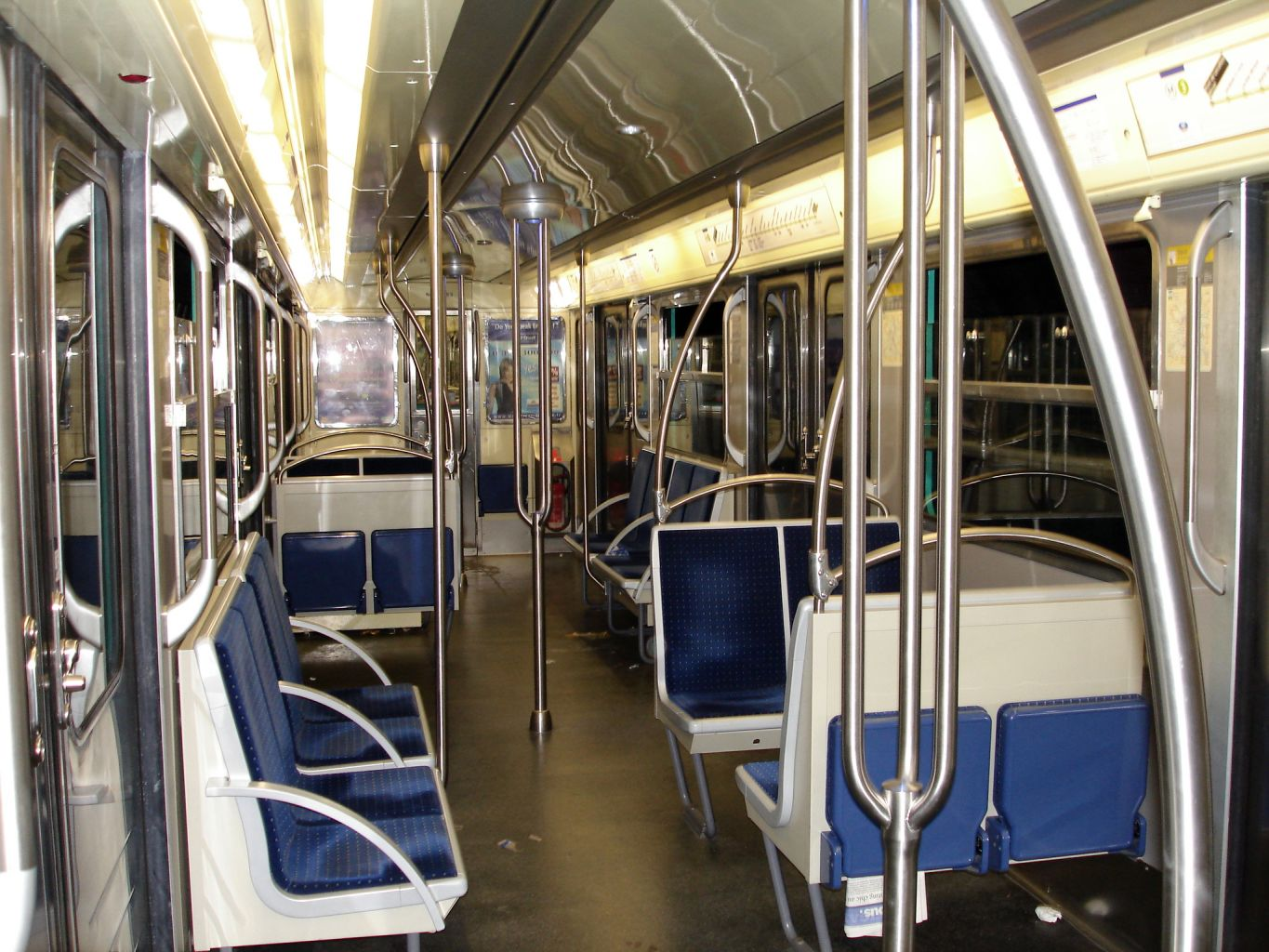
車内

1967年以降はMF 67が使われている。同形式が投入された最初の路線である。5両編成で1、3、5両目が電動車である。ただし9編成のみは編成が異なり、中間3両が電動車のものや1、2、5両目が電動車のものがある。
全長は約90m。各車両ごとに片側4つのドアがある。非常時を除き車両間の往来はできない。
車両基地はガンベタ駅の東のサン・ファルジョー（Saint Fargeau）にある。大規模な検査や改修作業は7号線のショワジー（Choisy）車両基地で行われる。

## 駅一覧
| 駅名                           | 駅名                      | 接続路線 | 所在地           | 所在地           |
| ------------------------------ | ------------------------- | --- | ---------------- | ---------------- |
| ポン・ド・ルヴァロワ＝ベコン駅 | Pont de Levallois - Bécon | | ルヴァロワ＝ペレ | ルヴァロワ＝ペレ |
| アナトール・フランス駅         | Anatole France            | | ルヴァロワ＝ペレ | ルヴァロワ＝ペレ |
| ルイーズ・ミシェル駅           | Louise Michel             | | ルヴァロワ＝ペレ | ルヴァロワ＝ペレ |
| ポルト・ド・シャンペレ駅       | Porte de Champerret       | トラム： 3b線 | パリ             | 17区             |
| ペレール駅                     | Pereire                   | RER： C線（ペレール＝ルヴァロワ駅）                                                                               | パリ             | 17区             |
| ヴァグラム駅                   | Wagram                    | | パリ             | 17区             |
| マルゼルブ駅                   | Malesherbes               | | パリ             | 17区             |
| ヴィリエ駅                     | Villiers                  | メトロ： 2号線 | パリ             | 8区、17区        |
| ウロップ駅                     | Europe                    | | パリ             | 8区              |
| サン＝ラザール駅               | Saint-Lazare              | メトロ： 12号線・ 13号線・ 14号線 RER： E線（オスマン＝サン＝ラザール駅） トランシリアン： J線・ L線 フランス国鉄 | パリ             | 8区              |
| アーヴル＝コマルタン駅         | Havre - Caumartin         | メトロ： 9号線 RER： A線（オーベール駅）                                                                          | パリ             | 9区              |
| オペラ駅                       | Opéra                     | メトロ： 7号線・ 8号線 RER： A線（オーベール駅）                                                                  | パリ             | 2区、9区         |
| キャトル＝セプタンブル駅       | Quatre-Septembre          | | パリ             | 2区              |
| ブルス駅                       | Bourse                    | | パリ             | 2区              |
| サンティエ駅                   | Sentier                   | | パリ             | 2区              |
| レオミュール＝セバストポル駅   | Réaumur - Sébastopol      | メトロ： 4号線 | パリ             | 2区、3区         |
| アール・ゼ・メティエ駅         | Arts et Métiers           | メトロ： 11号線                                                                                                   | パリ             | 3区              |
| タンプル駅                     | Temple                    | | パリ             | 3区              |
| レピュブリック駅               | République                | メトロ： 5号線・ 8号線・ 9号線・ 11号線                                                                           | パリ             | 3区、10区、11区  |
| パルマンティエ駅               | Parmentier                | | パリ             | 11区             |
| リュ・サン＝モール駅           | Rue Saint-Maur            | | パリ             | 11区             |
| ペール・ラシェーズ駅           | Père Lachaise             | メトロ： 2号線 | パリ             | 11区、20区       |
| ガンベタ駅                     | Gambetta                  | メトロ： 3bis線                                                                                                   | パリ             | 20区             |
| ポルト・ド・バニョレ駅         | Porte de Bagnolet         | トラム： 3b線 | パリ             | 20区             |
| ガリエニ駅                     | Gallieni                  | | バニョレ         | バニョレ         |

- 全線各駅停車、快速運転はない。
- 全線を通して地下区間。

### 廃駅
ペール・ラシェーズ駅とガンベタ駅の間にはマルタン・ナドー駅（Martin Nadaud）があったが、ガンベタ駅の改造でホームが西よりに移されることにともない、1969年8月23日に廃止された。旧マルタン・ナドー駅ホームの東端は現ガンベタ駅ホームの西端にあたり、旧マルタン・ナドー駅入口からはホーム跡に設けられた通路でガンベタ駅ホームまでつながっている。